# 角屹山
角屹山（韓語：각흘산）是一座位于韓國江原道铁原郡和京畿道抱川市之间的山峰，主峰標高海拔838公尺。